# Soška brigada
Soška brigada je bila brigada v sestavi Narodnoosvobodilne vojske in partizanskih odredov Jugoslavije in ki je delovala med drugo svetovno vojno na področju Julijske krajine.

## Zgodovina
Brigada je obstajala manj kot pol meseca. Ob razpustitvi je bila reorganizirana v 1. in 2. soško brigado.

## Organizacija
- štab
- 5x bataljon